# Thelypteris francoana
Thelypteris francoana är en kärrbräkenväxtart som först beskrevs av Fourn., och fick sitt nu gällande namn av C. Reed. Thelypteris francoana ingår i släktet Thelypteris och familjen Thelypteridaceae. Inga underarter finns listade.